# Trochila
Trochila Fr. – rodzaj grzybów z typu workowców (Ascomycota).

## Systematyka i nazewnictwo
Pozycja w klasyfikacji według Index Fungorum: Helotiaceae, Helotiales, Leotiomycetidae, Leotiomycetes, Pezizomycotina, Ascomycota, Fungi.
Takson utworzył Elias Fries w 1849 r. Synonimy:
- Calycellinopsis W.Y. Zhuang 1990
- Pyrenotrochila Höhn. 1917

Gatunki występujące w Polsce:
- Trochila craterium (DC.) Fr. 1849

Nazwy naukowe na podstawie Index Fungorum. Wykaz gatunków polskich według M.A. Chmiel.